# Mitch Dorge
Michel Dorge, detto Mitch (Winnipeg, 15 settembre 1960), è un musicista e compositore canadese.
È stato il batterista della band canadese Crash Test Dummies; nel 2001 lasciò la band per intraprendere la carriera da solista.

## Biografia
Dorge nacque a Winnipeg, Manitoba, in Canada. Iniziò a prendere lezioni di batteria all'età di sei anni. La sua prima band era composta da lui alla batteria e da un suonatore di fisarmonica. Dal 1991 entrò nella band Crash Test Dummies e co-produsse due dei loro album: God Shuffled His Feet e A Worm's Life.
Nel 2001 lasciò la band e cominciò a co-produrre album per altri artisti. Nel 2002 incise il suo primo album solista intitolato As Trees Walking, un album strumentale.
Viaggia anche in molte scuole per condurre un programma motivazionale di sensibilizzazione per le persone sul tema della droga e dell'alcol.

## Discografia

### Con i Crash Test Dummies
- 1993: God Shuffled His Feet
- 1996: A Worm's Life
- 1999: Give Yourself a Hand

### Solista
- 2002: As Trees Walking